# Alopecosa solitaria
Alopecosa solitaria är en spindelart som först beskrevs av Herman 1879.  Alopecosa solitaria ingår i släktet Alopecosa och familjen vargspindlar. Inga underarter finns listade i Catalogue of Life.